# Formación Allen
La Formación Allen es una formación geológica de la Patagonia Argentina, parte del Grupo Malargüe que aflora en las provincias de Neuquén y Río Negro. Estas sedimentitas se ubican por encima de la sección netamente continental del Campaniano y por debajo de las capas marinas del Maastrichtiano y corresponde a las zonas lacustre de los "Estratos con dinosaurios" que Wichmann denominó «Senoniano lacustre» y «Loncochense» por Groeber. La base de la Formación Allen es fácilmente reconocible por el contraste de litología y color con la Formación Anacleto. La superficie de contacto es neta, en parte algo irregular, y suele estar asociada a una faja verdosa de decoloración. La parte superior de la Formación Allen pasa sin transición a los estratos arcillosos de la Formación Jagüel. Tiene la misma edad que Formación Loncoche del Sur de Mendoza y la Formación Huantraico, expuesta en el norte de Neuquén, perteneciente a las edades Campaniano y Maastrichtiano inferior.

## Antecedentes
La Formación Allen fue definida por Roll (1939), pero posteriormente se definió una nueva localidad y perfil tipo en las cercanías de El Caracol, donde las relaciones de base y techo son mucho más claras.

## Extensión areal
Los principales afloramientos de esta unidad se encuentran al sur del campo volcánico del Auca Mahuida, continua en el borde oriental del bajo de Añelo, hasta el pie de la sierra Blanca. Otros afloramientos reconocidos se encuentran en la margen derecha del rio Neuquén desde Planicie Banderita hasta Barda del Medio.

## Litología
Esta formación ha sido dividida en tres secciones con características diferentes conocidas como inferior, media y superior. La sección inferior está formada por areniscas amarillentas a ocres. La sección media se caracteriza por arcilitas de color verde oliva, con grietas rellenas por yeso fibroso. Se intercalan bancos delgados o lentes de areniscas gris claro. Finalmente, la sección superior se caracteriza por la presencia de yeso gris blanquecino dispuesto en estratos irregulares. En forma esporádica se presentan calizas gris claro y estromatolitos.

## Ambiente depositacional
La sección inferior de la Formación Allen ha sido interpretada como parte de una planicie arenosa, con cursos fluviales, sujetos a la acción mareal. Algunos autores sugieren un carácter fluvial.
La sección media corresponde con un ambiente intermareal, con mayor influencia marina. Otra interpretación asigna un origen lacustre a esta unidad.
Por último, las evaporitas del sector superior evidencian una restricción de la cuenca con generación de ambientes marginales tipo sabkha.
La Formación Allen posee una variabilidad tal que permite la interpretación de distintos ambientes depositacionales en distintas localidades de estudio para la misma unidad. Si bien existen distintas interpretaciones hay un consenso generalizado de que esta unidad se depositó en un periodo de mar alto. Esta condición de mar alto permitió la inundación de zonas de bajo relieve lo que explica la presencia de fósiles marinos en la unidad. Se estima que dicha inundación no fue completa por lo que es posible encontrar localmente sedimentitas continentales producto de cuerpos de agua dulce totalmente desconectados del mar. Finalmente, la restricción producto del descenso del nivel del mar permitió la formación de depósitos evaporiticos, que se interpreta que se generaron en un marco de clima árido con escaso aporte de material clástico.
Las bentonitas son niveles discretos de ceniza volcánica producto del arco volcánico activo que se localiza en el sector oeste.

## Fósiles encontrados

Fauna de la Formación Allen

El contenido paleontológico de la Formación Allen ha sido estudiado desde comienzos del siglo XX. Desde ese momento a la actualidad se ha reconocido una gran cantidad y diversidad de especies entre las que se puede señalar restos vegetales (Chlorobiota), pelecípodos de agua dulce (Corbícula), gastrópodos de agua dulce (Hydrobia, Viviparus), huesos de cocodrilos, placas de tortugas, peces (condrictios, Siluriformes, Perciformes, Lepisosteiformes, entre otros), anfibios (Pipidae, Leptodactylidae), y bivalvos marinos (Perna, Panopea).
El registro de vertebrados de esta unidad incluye saurópodos (Aeolosaurus, Bonatitan, Rocasaurus), terópodos (Quilmesaurus, carnosaurios), ornitisquios (Nodosauridae, Ornithopoda, Iguanodontia, Willinakaqe salitrensis, Lapampasaurus cholinoi, Hadrosaurinae), serpientes (Madtsoiidae), plesiosaurios (Elasmosauridae, Polycotylidae), esfenodontos, y aves.
También se hallaron nidadas de huevos de titanosaurianos del género Patagoolithus.
Originalmente los afloramientos del área de Cinco Saltos-Lago Pellegrini portadores de dinosaurios eran considerados como provenientes de la Formación Allen, si bien luego fueron asignados a la Formación Anacleto. De este modo, Abelisaurus comahuensis, Pellegrinisaurus powelli, Neuquensaurus australis, Neuquensaurus robustus, Laplatasaurus araukanicus y Loricosaurus scutatus pertenecen a la Formación Anacleto.